# Stražiště (Křemešnická vrchovina)
Stražiště (745 m n. m.) je vrchol v České republice ležící v Křemešnické vrchovině. Je to nejvyšší bod podřazené Pacovské pahorkatiny, nachází se asi 7 km severně od Pacova a asi 3 km jižně od Lukavce. Na severním úpatí hřebenu se nachází přírodní rezervace Údolí potoka u Dolské myslivny.

## Poloha
Vrchol je centrálním bodem 4 km dlouhého hřebenu. Západním postranním vrcholem je Hřeben (685 m) a na severovýchodě je to Spálený vrch (719 m). Pod vrcholem vede Sovova naučná stezka (Pacov - Lukavec) a zelená turistická značka.

## Stavby
Přímo na vrcholu byla již v roce 1878 vybudována dřevěná rozhledna. Nyní zde stojí televizní vysílač, který je dominantou celého hřebenu. Na jihozápadním svahu, v místech kde vyvěrá pramen, byla v polovině 18. století postavena kaple sv. Jana Křtitele.